# Til Thorvald Lammers
Til Thorvald Lammers is een lied geschreven door Johan Halvorsen. Het is een bewerking van Åsmund Fregdegjævar uit de Drie Noorse volkswijsjes. De nieuwe tekst zou afkomstig zijn van Rosenkranz Johnsen. Het arrangement werd geschreven ter gelegenheid van de 65e verjaardag van de zanger Thorvald Lammers.